# Свята Варвара (ван Ейк)
Свята Варвара — картина Яна ван Ейка. Один із найцінніших збережених зразків малюнка Середньовіччя, що реалістично ілюструє будівництво готичної культової споруди. Зроблений у 1437 році. Він знаходиться в колекції Королівського музею образотворчих мистецтв (Koninklijk Museum voor Schone Kunsten) в Антверпені.

## Опис
Це малюнок, зроблений на дубовій дошці розміром 31 х 18 см. Частково виконаний у техніці гризайль, яка простежується у фонових фрагментах. Малюнок залишився майже неушкодженим.
Зображення має дві теми. На ньому зображена свята Варвара Нікомедія — діва і мучениця з 4 століття, а також епізоди з будівництва вежі, які створюють доповнення до образу. Святу Варвару художник зобразив як молоду жінку з довгим волоссям, ніжними рисами обличчя, у сидячій позі, дивлячись на товсту ілюстровану книгу (можливо, Години). У лівій руці вона тримає пальму — атрибут мучеництва. Вона одягнена у дуже довгу сукню з характерними широкими рукавами та просторою нижньою частиною, на якій художник сильно акцентував ламані складки.
На задньому плані, в центрі — споруда готичної вежі, яка є атрибутом святості. Ця сцена доповнена численними каменярами, зображеними під час своєї роботи. Біля підніжжя вежі, праворуч — імпровізований сарай, де працює ще одна група будівельників. Серед робочих можна побачити делегацію суду (ліворуч на малюнку), що їде на конях до будівельного майданчика, а також групу жінок у довгих тренах (за спиною святої). На задньому плані видно річку і краєвид із численними пагорбами та деревами. Зліва можна побачити укріплене місто.

## Аналіз
Свята Варвара була жінкою надзвичайної краси та розуму, її батько Діоскурус - ревний язичник, хотів захистити свою дочку від впливу зіпсованої молоді, захистити її чесноту, а також захистити від впливу християнства. З цієї причини він побудував укріплену вежу з двома вікнами, в яку закрив Варвару. До неї приходили різні вчителі, передаючи свої знання. Серед них був християнин, який познайомив свою ученицю з новою релігією. Варвара повірила у Христа, таємно від батьків прийняла хрещення з рук свого вчителя. Вона вирішила жити в чистоті для Ісуса Христа. Щоб відсвяткувати Пресвяту Трійцю, вона наказала вибити у вежі третє вікно.
Ян ван Ейк обрав власну версію зображення цього атрибуту, хоча три вікна вказують на те, що легенда про святу була адаптована. Творча перебудова легендарної вежі на готичний храм йде «повним ходом». Привертає увагу реалістичність та прихильність до прогресивності будівельних робіт, особливо у верхній частині вежі, де, окрім будівельників, кованих каркасних балюстрад видно кран, що виконує свою функцію. Вежа на цій картині — це також ілюстрований «словник», завдяки якому можна дізнатися про найхарактерніші риси архітектури та будівництва того часу. Своїм виглядом він дуже чітко визначив і конкретизував найхарактерніші елементи архітектури готичних соборів.
Цей малюнок є свідомим ескізом художника, черговим дослідженням готичної архітектури, яке можна спостерігати в більш ранніх творах, напр. - Мадонна в церкві в колекції Берліна. Кольорові плями — результат пізніших намірів домалювати картину. На щастя, і для цінності малюнку, автор відмовився від малювання картини. Тому Ян ван Ейк навмисно зробив малюнок і трактував його як закінчену роботу.